# Highland Glory
Highland Glory ist eine Power-Metal-Band aus Norwegen.

## Geschichte
Highland Glory hat seine Anfänge in der Band Phoenix Rizing, die 1996 gegründet wurde. Die Band war ein früher Vertreter der norwegischen Power-Metal-Szene und veröffentlichte eine Demo (1997) und zwei Alben, Rise from the Ashes (1998) und Eternal Crusade (2000). Phoenix Rizing hatte auch Auftritte als Support für Saxon, Stratovarius und Edguy.
2001 trennten sich Gitarrist sowie Sänger von der restlichen Band. Das Line-Up wurde mit dem Vokalisten Jan Thore Grefstad wieder vervollständigt, Keyboarder Lars Andrè Rørvik Larsen übernahm zusätzlich noch etwas Gitarrespiel und der Bandname wurde in „Highland Glory“ geändert. Diese Veränderungen bedeuteten einen Neustart.
Das Debütalbum From the Cradle to the Brave fiel etwas härter und traditioneller aus als der bis dato gespielte melodische Power Metal. Das Cover-Artwork wurde von Mark Wilkinson erstellt, der auch Cover von Iron Maiden, Judas Priest und Marillion zeichnete. Wilkinson entwarf auch das Cover des Albums Forever Endeavour, das im Herbst 2004 aufgenommen und Anfang 2005 von Hugo Alvarstein gemixt wurde.
Der Klang von Highland Glory hat sich im Vergleich zum Debütalbum nicht verändert, die Musik orientiert sich am klassischen NWOBHM und dem melodischen Power Metal deutscher Prägung.

## Diskografie
- Juni 2003: From the Cradle to the Brave (Album, Massacre Records)
- September 2005: Forever Endeavour (Album, Massacre Records)
- 2011: Twist of Faith (Album, FaceFront)